# Carballo (Cangas del Narcea)
Carballo (en asturiano y oficialmente Carbachu)
 es una parroquia del concejo de Cangas del Narcea, en el Principado de Asturias (España). Alberga una población de 200 habitantes
(INE 2013)
en 71 viviendas.
Ocupa una extensión de 8,51 km².
Está situada en la zona central del concejo, a 11 km de la capital, Cangas del Narcea.
Limita al norte con la parroquia del Linares del Acebo;
al oeste, con la de Porley/Santianes;
al sureste, con la de Fuentes de Corbero;
al sur, con la de Cibea;
al suroeste, con la de Villarmental;
al oeste, con la de Piñera;
y al noroeste, con la de Villaláez.

## Localidades
Según el nomenclátor de 2013 la parroquia está formada por las poblaciones de:
- Carballo (oficialmente, en asturiano, Carbachu)[1] (lugar): 111 habitantes.
- Corbero (Corveiru) (aldea): 13 habitantes.
- Las Tiendas (aldea): 47 habitantes.
- Tremado de Carballo (Tremáu de Carbachu) (aldea): 29 habitantes.